# Jamie MacQueen
Jamison Robert „Jamie“ MacQueen (* 2. August 1988 in London, Ontario) ist ein ehemaliger kanadischer Eishockeyspieler, der im Verlauf seiner aktiven Karriere zwischen 2008 und 2022 unter anderem 264 Spiele für die Eisbären Berlin, Schwenninger Wild Wings und Iserlohn Roosters in der Deutschen Eishockey Liga (DEL) auf der Position des linken Flügelstürmers bestritten hat. Darüber hinaus absolvierte MacQueen über 160 weitere Partien für die Eispiraten Crimmitschau und Kassel Huskies in der DEL2.

## Karriere
MacQueen begann seine Karriere in den zweitklassigen Juniorenligen Western Ontario Hockey League (WOHL) und Ontario Provinicial Junior Hockey League (OPJHL) seiner Heimatprovinz Ontario, bevor er  für die Saison 2008/09 zur Mannschaft der Bemidji State University in die US-amerikanische Collegeliga National Collegiate Athletic Association (NCAA) wechselte. Dort studierte er Betriebswirtschaftslehre und gehörte zur Eishockeymannschaft der Universität.
Nach seinem Abschluss 2012 wurde er von den Lake Erie Monsters aus der American Hockey League (AHL) noch für das Ende der Saison 2011/12 sowie die folgende Spielzeit verpflichtet. Innerhalb der Organisation der Colorado Avalanche, der die Lake Erie Monsters angehörten, wurde MacQueen in der Spielzeit 2012/13 auch an deren Kooperationspartner in der Central Hockey League (CHL), die Denver Cutthroats, weitergereicht. Sein erstes AHL-Tor für die Monster konnte er am 22. Dezember 2012 im Spiel gegen die Houston Aeros erzielen. Die Saison 2013/14 begann MacQueen bei den Utah Grizzlies in der ECHL, für die er in den ersten beiden Ligaspielen gleich alle fünf Tore erzielte und damit zum ECHL-Spieler der Woche gewählt wurde. Daraufhin erhielt er von den Norfolk Admirals, dem zu diesem Zeitpunkt ebenfalls der Organisation der Anaheim Ducks  zugehörigen AHL-Team, einen Probevertrag und wurde in 14 Spielen eingesetzt. Im Verlauf der Saison erhielt MacQueen noch Probeverträge von den ebenfalls in der AHL spielenden St. John’s IceCaps sowie Iowa Wild, so dass er insgesamt in dieser Spielzeit zu 30 AHL-Einsätzen kam.
Im Oktober 2014 nahm MacQueen erstmals das Angebot eines europäischen Vereins an und unterzeichnete einen Probevertrag bei den Eispiraten Crimmitschau aus der DEL2, der nach 14 Spielen bis zum Saisonende 2014/15 verlängert wurde. Er absolvierte eine starke Saison bei den Eispiraten und kam in 48 DEL2-Einsätzen auf 33 Tore und insgesamt 72 Punkte. Damit war er der beste Torschütze seiner Mannschaft und belegte in dieser Statistik nach der Hauptrunde den fünften Rang in der Liga. MacQueen schlug das Angebot der Vertragsverlängerung in Crimmitschau aus und wechselte zur Spielzeit 2015/16 zum Ligakonkurrenten Kassel Huskies, mit denen er in dieser Saison die DEL2-Meisterschaft feierte. Als bester Hauptrundenscorer seiner Mannschaft, bester Hauptrundentorschütze der Liga zusammen mit Austin Smith von den Ravensburg Towerstars sowie Topscorer in den Playoffs hatte MacQueen einen wesentlichen Anteil an dieser Meisterschaft.
Nach zwei erfolgreichen Spielzeiten in der DEL2 wechselte MacQueen zur Saison 2016/17 in die Deutsche Eishockey Liga (DEL) und unterschrieb einen Einjahresvertrag bei den Eisbären Berlin. Bereits in seiner ersten DEL-Spielzeit 2016/17 erwies er sich als verlässlicher 20-Punkte-Spieler. Diesen Schnitt konnte er in der folgenden Saison 2017/18 auf 35 Punkte erhöhen und war nach der Hauptrunde der Saison 2018/19 trotz einer sechswöchigen Verletzungsunterbrechung mit 21 Treffern sogar erfolgreichster Torjäger der Eisbären. Wegen seiner Werte in der Plus/Minus-Bilanz wurde ihm teilweise mangelndes Defensivverhalten vorgeworfen. Nach dem Ende des Spieljahres 2018/19 verließ er die Eisbären und wurde im April 2019 vom DEL-Konkurrenten Schwenninger Wild Wings verpflichtet. Am 19. November 2019 reagierten die Schwenninger Wild Wings auf die sportliche Lage unter anderem mit der sofortigen Suspendierung von MacQueen. Über die Gründe dieser Entscheidung wurde Stillschweigen vereinbart. Im Dezember 2019 wurde er bis Saisonende vom DEL-Konkurrenten Iserlohn Roosters verpflichtet, anschließend kehrte er zu den Wild Wings zurück. Im Sommer 2021 vermeldeten die Kassel Huskies seine abermalige Verpflichtung. Anfang April 2022 gab er seinen Rücktritt vom Leistungssport bekannt. Er kam während seiner Zeit in Deutschland auf insgesamt 264 DEL-Spiele sowie 163 DEL2-Spiele.

## Erfolge und Auszeichnungen
| - 2009 CHA-Meisterschaft mit der Bemidji State University - 2010 CHA All-Academic Team - 2011 WCHA All-Academic Team - 2012 WCHA All-Academic Team - 2016 DEL2-Meisterschaft mit den Kassel Huskies | - 2016 Bester Torschütze der DEL2-Hauptrunde (gemeinsam mit Austin Smith) - 2016 Topscorer der DEL2-Playoffs - 2016 Bester Torschütze der DEL2-Playoffs - 2018 Deutscher Vizemeister mit den Eisbären Berlin |

## Karrierestatistik
(Legende zur Spielerstatistik: Sp oder GP = absolvierte Spiele; T oder G = erzielte Tore; V oder A = erzielte Assists; Pkt oder Pts = erzielte Scorerpunkte; SM oder PIM = erhaltene Strafminuten; +/− = Plus/Minus-Bilanz; PP = erzielte Überzahltore; SH = erzielte Unterzahltore; GW = erzielte Siegtore; 1 Play-downs/Relegation; Kursiv: Statistik nicht vollständig)